# بورتازغو (محطة مترو أنفاق مدريد)
بورتازغو (بالإسبانية: Portazgo)‏ هي محطة مترو أنفاق في مدريد في إسبانيا، تقع على الخط رقم 1.